# 川嶋あい 勇気の唄
川嶋あい 勇気の唄（かわしまあい ゆうきのうた）は2005年10月7日〜2008年3月28日にニッポン放送で放送されたラジオ番組である。2006年3月までは、東京都Presents 川嶋あい 勇気の唄（とうきょうとプレゼンツ かわしまあい ゆうきのうた）のタイトル・東京都の提供クレジット付きで放送されていたため、都の広報を兼ねたユニークな番組体裁となっていた（その後東京都の提供はなくなったが、引き続き数ヶ月は都の広報が放送され、2006年10月ごろから民間企業がスポンサーについていた）。

## 放送時間
- 毎週金曜日24:20 - 24:40（毎週土曜日00:20 - 00:40）

## 備考
番組はシンガーソングライター・川嶋あいが、リスナーから寄せられたお便りを紹介したり、また毎回詩を朗読するコーナー「勇気のコトバ」で構成されており、詩のコーナーはポッドキャスティング（ニッポン放送 ポッドキャスティングステーション）でもダウンロードして楽しむことが可能（週によってはリスナーからのお便りを基に川嶋が作詞した作品も放送された）。
また、2006年10月からは「ラジオ掲示板」と題して、リスナーが誰かに伝えたいことをはがきやメールで投稿してもらい、それを川嶋が朗読。そしてリスナーに対して川嶋からエールの意味を込めて歌をプレゼントするという内容のコーナーができた。はがき紹介者には漏れなく川嶋デザインのCDケースが贈呈される。
公開収録が2006年12月9日に行われた。

## オープニングテーマ
- シェリル・クロウ「ソーク・アップ・ザ・サン」

## エンディングテーマ
- ナタリー・インブルーリア「トーン」